# Tour Galagaspe
La tour Galagaspe, appelée aussi Gallaguaspe ou tour Babylone est une tour de défense à double sens du XIVe siècle intégrée à l’enceinte fortifiée du château de l’Empéri à Salon de Provence dans le département français des Bouches-du-Rhône. Située au no 36 sur la place qui porte son nom, elle appartient aux fortifications moyenâgeuses de la ville.

## Toponymie
Son nom vient de l’ancienne famille Galagaspe issue de la noblesse salonaise dont les origines remonteraient au début du XIVe siècle.
« D’après J-B. Bertin, ancien maire de Salon, Galagaspe viendrait du celte Gala, voulant dire maison et casse en bois. Ceci indiquerait que cette tour était une porte du quartier des maisons en bois. Elle s’appelait autrefois la tour de Babylone, et c’est sans aucun doute une porte de ville de l’enceinte fortifiée. Derrière la tour se trouvait un puits que la municipalité ferma en 1884, pour le démolir définitivement en 1910. Cette tour donnait accès au quartier Trez-Castel ».

## Histoire
En 1999, le toit terrasse et une partie des façades ont fait l’objet d’une réfection. L’intérieur de la tour semi-circulaire est accessible avec une nacelle car le premier et le second étages restent actuellement occupés par les voisins attenants.
En juillet 2014, la Provence TV diffuse un reportage inédit de la visite de la tour par Nicolas Faucherre, professeur d’histoire de l’Art à l’université d’Aix-Marseille, archéologue et historien spécialiste des fortifications invité par l’association Salon Patrimoine et Chemins à l’occasion d’une étude approfondie sur la forteresse.

## Fonction
Sa structure singulière en demi-lune répond à une stratégie de défense, permettant de la faire tomber sous le feu du château si elle était prise par l’ennemi. Guy Bonvicini, attaché à la conservation du patrimoine à la mairie de Salon de Provence rappelle la fonction défensive de l’édifice : « elle est en forme de mi-ronde, ce qui permettait sur sa face extérieure de faire ricocher les boulets de pierre qui étaient envoyés par les canons du début de l’usage du canon pour la destruction des forteresses. Son côté plat intérieur facilitait sa destruction si elle avait été prise »[réf. souhaitée].
Après analyse des anciens plans du château, Nicolas Faucherre précise que la tour pouvait également servir de porte de sortie pour les archevêques du XIIIe siècle par la présence d’une poterne destinée à sortir du château à l’insu des assiégeants.

## Galerie

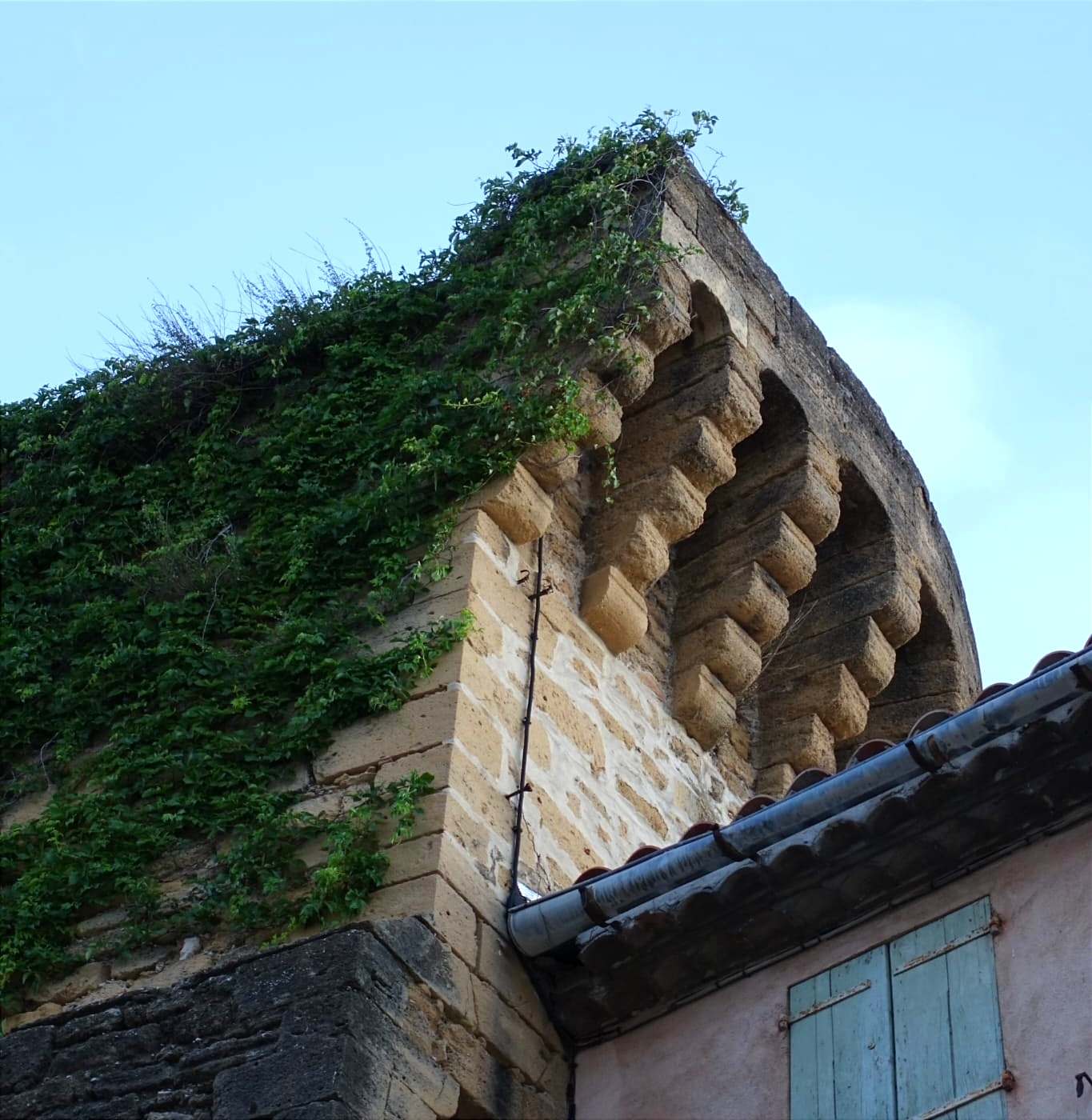
Mâchicoulis de la tour.
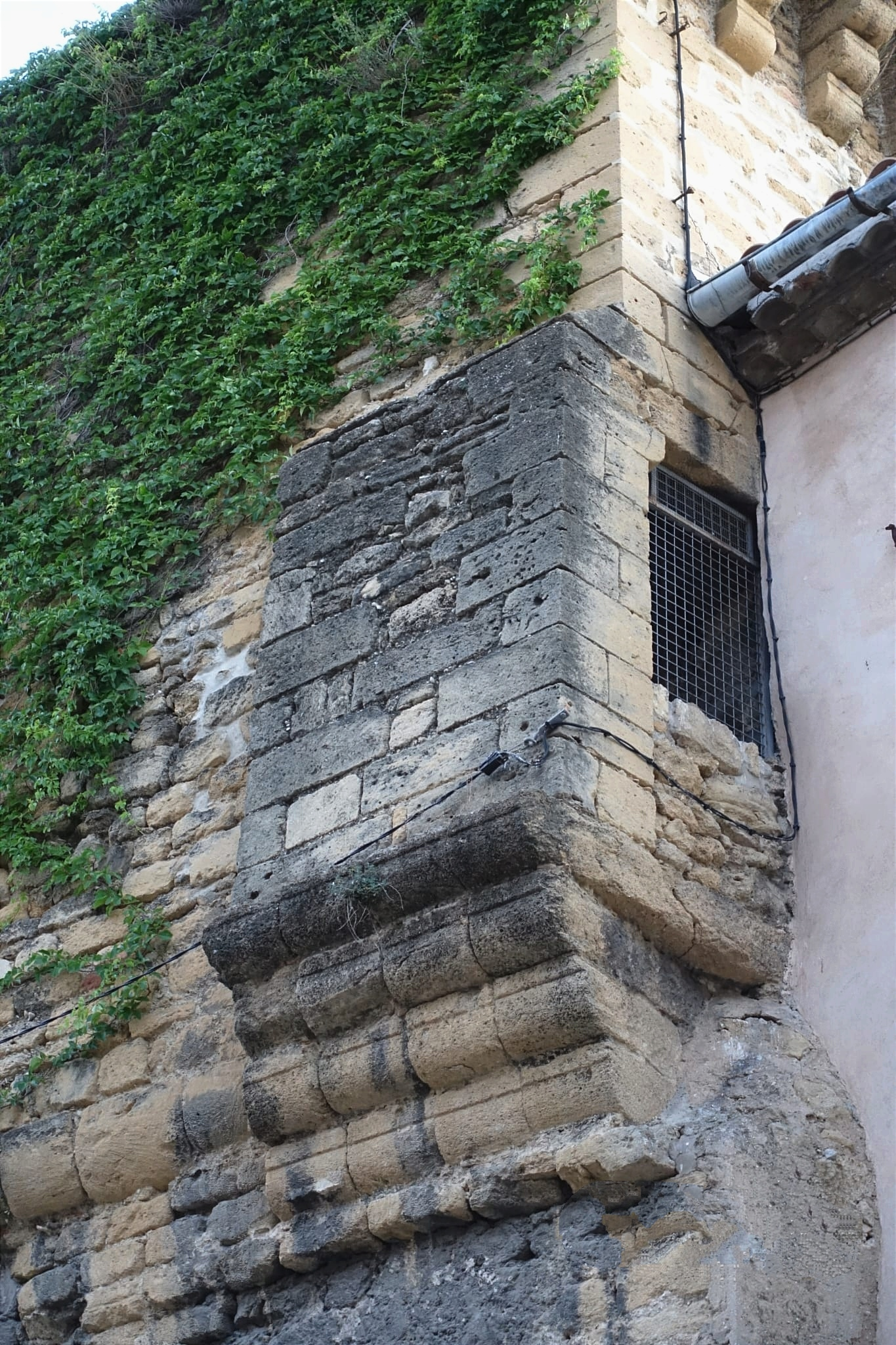
Ouverture sur la façade de la tour.
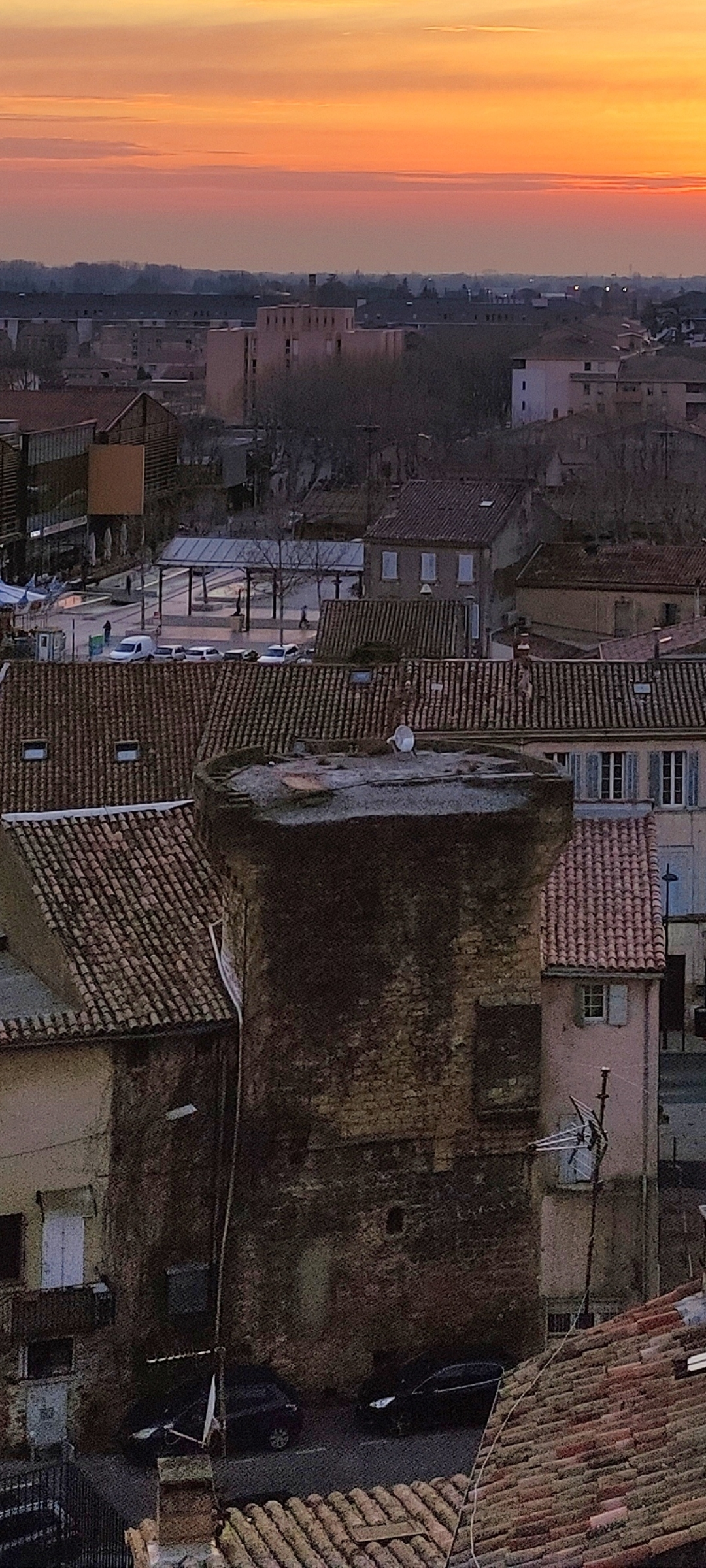
Tour Galagaspe depuis le château de l'Empéri.
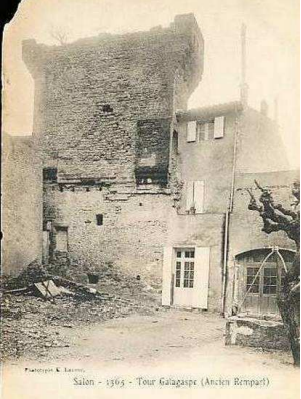
Photographie ancienne de la tour Galagaspe.